# 二木謙三
二木 謙三（ふたき けんぞう、1873年（明治6年）1月10日 - 1966年（昭和41年）4月27日）は、秋田県秋田市生まれの医学博士で文化勲章受章者。北里柴三郎に比肩する世界的な細菌学者で、鼠咬症（そこうしょう）スピロヘータの発見、天然免疫学理の証明などの実績を遺した。また、玄米食の提唱、実践運動や教育者としても多くの功績がある。日本の医学界の重鎮であったと同時に、民間療法一般に理解があった。ノーベル生理学・医学賞の候補になったとも言われる。歴史学者で國學院大學名誉教授、日本中世史（戦国史）が専門で有職故実研究の第一人者として知られる二木謙一の祖父。

## 生涯
- 1873年（明治6年）1月、秋田県秋田市土手長町（現在の千秋明徳町、秋田警察署の辺り、旧小野岡邸隣）で生れた。父樋口順泰、母ヱイの子供、男4人、女3人の二男であった。父は「倹蔵」と命名したが、いつのことか戸籍係が「謙三」と誤記、それがそのままになったーと、後年、本人が語っている。
- 1901年（明治34年）、東京帝国大学医学部卒業、直ちに東京市駒込病院（現：東京都立駒込病院）に勤務、伝染病研究のかたわら食べ物に関する研究に注力した。その間ドイツに留学し、3年間ミュンヘン大学にて自然免疫性に関する研究を遂げた。尚、駒込ピペットの考案者でもある。
- 1915年（大正4年）、赤痢菌の新種二種（駒込A菌、駒込B菌）を発見して赤痢病原多元説を確立。
- 1914年〜1920年（大正3年～大正9年）、伝染病研究所（現：東京大学医科学研究所）、第4代病院長。
- 1919年〜1931年（大正8年～昭和6年）、駒込病院、第5代院長。
- 1921年（大正10年）、東京帝国大学教授を兼任。
- 1926年（大正15年）、日本伝染病学会を創立（1974年（昭和49年）に日本感染症学会に改称）。
- 1955年（昭和30年）、「鼠こう症の研究｣にて文化勲章受章（秋田県初の文化勲章受章者[2]）。
- 1966年（昭和41年）、老衰にて死去。94歳

友人の岡田道一らと日本心霊医学会を主宰したり、日本催眠学会 (田宮馨会長) の顧問、豊島岡女子学園中学校・高等学校第4代校長･理事長、勇退後は初代学園長、蓮沼門三によって結成された修養団の第3代団長を務めるなど多くの要職を兼ねた。

## 健康法
二木は秋田佐竹藩の藩医、樋口家の出身で、元の姓は樋口であった。8人兄弟の3番目に生まれた。3歳の頃、同じ秋田藩の藩医、二木家に養子縁組して、二木姓を名乗る。生まれた時には1年ももたないと言われる程の虚弱であった。20歳まで心身ともに数多くの病気に悩まされたが、徴兵検査のときに検査官から虚弱な病身を指摘され、軍隊の黒い麦飯を食えと一喝され、その翌日から麦飯食を始めた。これにより、虚弱な病身から開放された。このように二木は、藩医の家の生まれであること、そして、また、自らの深刻な病弱を日本の伝統的な食養生により救われたという原体験により西洋医学の道に進路をとり、そして、それと矛盾することなく東洋的な健康法の普及活動に志向した。
食事法としては玄米菜食による完全食、塩は用いず、動物は少なくし、二分間煮で食べることを提唱していた。二木自身は48歳より、1日1食、玄米、塩なし、油なし、火食なし、動物不要の食事となった。
正心調息法の創始者である塩谷信男は二木の健康法を実践して病弱体質を克服した。二木は晩年も元気に活動し、亡くなる前には全国の弟子たちを電報で呼び集め、全員が揃ったところで「それじゃあ、君たち、最後の息をするから、さようなら」と言って世を去ったという。

### 食事
完全食
基本的には死んだものでなく生きた新鮮なものを、動物よりは植物を摂取することを推奨。中でも玄米は完全食であるという。
二分間煮
野菜を煮て食するに際しては、調理過程として、煮始めて沸騰し始めるが、沸騰時間は2分間として即加熱を停止し、蓋をしたまま5分～10分程してから食することをいう。
二分間煮とは沸騰二分間ということである。
適応食
年齢、性別、職業、季節、地勢などに応じて適切な食べ物を選択すべきであると説く。
- 乳児　母乳、果汁、おかゆ
- 1～6歳　玄米、野菜、豆、芋
- 7～15-6歳　上記植物類に加えてえび、あさり等の小動物
- 15-6歳から上は男女が分かれてくる
  - 男性　肉体労働を行う男性は食物欠乏のときは肉をとってもよい
  - 女性　大きな動物は食べないほうがよい
- 40～60歳(初老)　男性でも大きな動物を食べるのはやめ、15歳以前の子供と同じく野菜類と小動物にする
- 60～80歳(中老)　5歳以前の子供と同じく穀菜食にする
- 80～(大老)　ものをよく噛んで汁だけをしゃぶって食べる

### 二木式腹式呼吸法
胸と腹が一緒に出て一緒に引っ込んでゆく胸腹式呼吸法を推奨。肺の呼吸面をまんべんなく広くし、肺全体が自由に呼吸することになる。息を吸うときは腹が膨れるように硬くなるように吸い、あまりいきまないように少しとらえてから静かに吐き出す。胸の方から先に空気を出し、次に上腹にある空気が胸を通って外へ出るように、下腹には少し空気が残るように出す。

## 逸話
- 二木家に養子縁組されてまもなく、母親のところへ帰りたいがために、魚屋の行商の後へついて10キロ以上に及ぶ道を一人で歩くという、小さい頃から非常に強固な意志の持ち主だったことを物語るエピソードがある。
- 体が元来弱かったことは先述したが、大学進学後、本人が「俺は一切ものを忘れてしまった。分らないと言ったら分らない。何も分らなくなってしまった。」と語るほど、文字も読めなくなってしまうようなひどい神経衰弱を患ったが、持ち前の根性で回復。その経験が、ドイツ留学以降の偉業を生む下地となっている。
- 元々謙虚な性格で、新型病原菌を発見しても、自分の名前を使用する事は一切考えなかった。コレラ竹内菌という名前も患者の名前を使用し、駒込Ａ菌･Ｂ菌も実験道具で有名な駒込ピペットも勤めていた駒込病院から取ったものである。
- 神道についても造詣が深く、古事記や祝詞の講義を行ったり明治期の神道家・川面凡児（かわつら　ぼんじ）の確立した行法に基づき禊の練成会を行っていた。
- 60代のとき、皇武館（合気会本部道場の前身）に入門し合気道開祖植芝盛平に師事した。早朝に道場を訪れ、寝ている内弟子を叩き起こしては投げ飛ばし、すぐに帰っていくのが常だったという。また上記の練成会の参加者にも合気道を紹介しており、その一人である阿部醒石はのちに植芝の弟子になった。

## 著書
- 『健康の第一義:呼吸健康法』 新愛知新聞社、1910年（明治43年）2月。

- 二木謙三 「二木博士腹式呼吸の話」『先哲実験腹式呼吸篇』 春秋社編輯局編、春秋社、1911年（明治44年）2月。附録。
- 『腹式呼吸』 文星堂《体力養成叢書-第2編》、1911年（明治44年）7月。
- 二木謙三 「黒住宗忠の肺病全快談」『肺病大家論集:一名・肺病結核の総攻撃』吉川栄監、1911年（明治44年）、8月。

- 『コレラ予防注射講話』 国家医学会、1916年（大正5年）。

- 『食物と健康』 修養団出版部、1921年（大正10年）8月。
- 『身土不二』任天居、1929年（昭和4年）。
- 『完全営養と玄米食』 1932年（昭和7年）。
- 『古史読本:全』 1932年（昭和7年）2月。
- 『二木博士論文集』高木逸麿、1933年（昭和8年）9月。

- 『完全にして正しき食物』 大日本養正会《大日本養正会叢書1》1932年（昭和7年）10月
- 『なぜ玄米でなければならぬか:栄養上経済上より見たる玄米白米等の比較優劣図表並に其の解説』大日本養正会《大日本養正会叢書2》、1934年（昭和9年）4月。
- 『腹式呼吸と健康』 大日本養正会《大日本養正会叢書3》、1936年（昭和11年）12月。
- 『栄養の適応と体質改善』 大日本養正会《大日本養正会叢書4》、1937年（昭和12年）9月。
- 『米食の実際』 大日本養正会《大日本養正会叢書5》、1941年（昭和16年）。
- 『国家経済と国民栄養図表解説』 大日本養正会《大日本養正会叢書6》、1940年（昭和15年）12月。

- 『古事記神代篇の正しき解釈』 大日本養正会《大日本養正会特輯1》、1938年（昭和13年）7月。
- 『二木博士講話集』大日本養正会《大日本養正会特輯2》、1939年（昭和14年）。
- 『日本人種の起原新説・大和言葉の特性:日本人種日本国土生え抜論』大日本養正会《大日本養正会特輯3》、1939年（昭和14年）6月。

- 『健康への道:完全正食の医学』 新紀元社、1942年（昭和17年）9月。
- 『栄養の効率化』 大日本養正会。

- 『目先の健康と本当の健康』前島会、1957年。
- 『健康への道』致知出版社、2003年2月。ISBN 978-4884746438。（新紀元社からの初版は1942年（昭和17年））。
- 『完全営養と玄米食』土曜社、2022年。
- 『健康への道』土曜社、2023年。